# Vita beati Rabani Mauri
Vita beati Rabani Mauri (auch Vita s. Rabani) ist ein hagiografisches Werk des Theologen und Schriftstellers Johannes Trithemius. Die Arbeit über das Leben des Hrabanus Maurus wurde ab 1515 in Form von Handschriften verbreitet und erst im 17. Jahrhundert gedruckt.

## Geschichte
Die Vita beati Rabani Mauri war eines der letzten Auftragswerke, die der Abt des Würzburger Schottenklosters Johannes Trithemius annahm. Zusammen mit der Lebensbeschreibung des heiligen Maximus bietet die Arbeit zwei Viten von Mainzer Bischöfen des Frühmittelalters, die als heiligmäßig präsentiert werden. Dabei muss die im Jahr 1515 erfolgte Translation der Gebeine des heiligen Maximus nach Halle als Anlass für die Anfrage nach dem Text gesehen werden. Die drei Bände der Hrabanusvita sind von vielen ahistorischen Zusätzen geprägt. Der Historiker Klaus Arnold verwies darauf, dass Trithemius das hagiografische Werk in Analogie zu seinem eigenen Leben gestaltete. „Im Schicksal des Hrabanus sieht unser Abt die Wechselfälle seines Lebens vorgezeichnet.“
Die Schrift wurde im Auftrag des Mainzer Kurfürsten und Erzbischofs Albrecht von Brandenburg verfasst. Johannes Trithemius hatte Albrecht von Brandenburg während seines Aufenthalts in Berlin kennengelernt. Kurz zuvor war Trithemius im Jahr 1505 von seinem eigenen Konvent als Abt abgelehnt worden und musste deshalb zurücktreten. Mit der Reise nach Berlin und der kurze Zeit später erfolgten Einsetzung als Abt des Würzburger Schottenklosters St. Jakob gelang es ihm eine neue Stellung zu finden. Die Widmung an den Erzbischof brachte also auch die Dankbarkeit des Abtes zum Ausdruck. Der Text kursierte zunächst nur in Form von Handschriften, solche haben sich heute noch in Rom und in der Universitätsbibliothek Würzburg erhalten, und wurde erst in der zweiten Hälfte des 17. Jahrhunderts in die von Johannes Bolland redaktionell betreuten Acta Sanctorum aufgenommen.

## Inhalt
Die Lebensbeschreibung umfasst drei Bände. Johannes Trithemius ergänzt die kaum vorhandenen Quellen durch Einschübe, die sich eng an sein eigenea Leben anlehnen. So stehen im Abschnitt über die Jugendzeit des Hrabanus die Gelehrsamkeit und der aus dem bürgerlichen Leben erfolgte Übertritt ins Kloster im Vordergrund. Immer wieder verwendet der Autor dabei Redewendungen, die aus seiner Autobiografie, dem Nepiachus, entnommen sind. Daneben rückt auch das karolingische Kulturzentrum Fulda in den Fokus der Betrachtung. Immer wieder bietet Trithemius Informationen, die er dem von ihm erfundenen Meginfried zuschreibt. Den Endpunkt des Textes bildet ein ausführliches Werkverzeichnis des Hrabanus Maurus. 